# The Cold Stares
The Cold Stares es una banda estadounidense de rock formada en 2009.

## Historia
La banda fue fundada en la localidad de Madisonville, en el oeste de Kentucky, por el guitarrista y cantante Chris Tapp y el batería Brian Mullins. Ambos músicos, que habían coincidido con anterioridad en diversas bandas. En 2009, tras formar The Cold Stares y se instalaron en Evansville (Indiana). En 2012 lanzaron su primer álbum, A Cold Wet Night, producido por ellos mismos, que alcanzó el puesto número 1 en la lista de álbumes de Blues Rock de Amazon Music.
Pasaron cinco años hasta que el dúo tuvo la madurez compositiva para lanzar un nuevo trabajo. Head Bent, de nuevo autoproducido, fue publicado en 2017. La canción que da nombre al álbum se usó en un comercial de la marca automovilística Dodge. En 2018 publicaron Mountain que inclía "Sleeping With Lions", tema que apareció en la serie de televisión de TNT, Animal Kingdom. La canción también fue usada para un comercial de la marca de bebidas energéticas Monster Energy y por el canal de televisión ESPN para la retrasmisión de los X Games.
Su siguiente álbum, Ways, publicado en 2019, volvió a figurar en la lista de los más vendidos de Amazon en la categoría Hard Rock. Si bien la banda estaba programada para telonear a Joe Bonamassa, los conciertos hubieron de ser cancelados debido a la pandemia de COVID-19. La canción "Mojo Hand" fue usada en el tráiler de presentación del videojuego Cyberpunk 2077, que contó con más de 100 millones de reproducciones en YouTube y cuenta con la participación del actor Keanu Reeves. El tema "Suffer Me" también aparece en el juego.
En 2021, el presidente de Mascot Records, Ron Burman, anunció que el grupo había firmado con Mascot Label Group y anunció la publicación de su quinto álbum de estudio, Heavy Shoes. El álbum fue grabado en los estudios de Sam Phillips en Memphis (Tennessee), mezclado por Mark Needham y masterizado por Andy Vandette, el proyecto se lanzó el 13 de agosto de 2021. La carátula del álbum fue diseñada por el dibujante de la serie Rick y Morty, Corey Booth. 
La banda ha girado junto a artistas como Rival Sons, Spoon, Big Head Todd and the Monsters y Thievery Corporation, actuando en festivales como The Ride Festival, Copperhead Festival y Handy Blues Festival. Desde 2022, el dúo se convirtió en un trío, añadiendo al bajista Bryce Klueh a la formación original. En 2023, el trío lanzó su sexto álbum de estudio, "Voices", también bajo el sello Mascot. El sencillo "Throw That Stone", contó con la colaboración de la cantante de bluegrass Brenna Macmillan y la mandolina del multiinstrumentista Warren Hood.

## Disografía
- A Cold Wet Night (2014)
- Head Bent (2017)
- Mountain (2018)
- Ways (2019)
- Heavy Shoes (2021)
- Voices (2023)